# 奧馬爾·岡薩雷斯
奧馬爾·岡薩雷斯（英語：Omar Gonzalez；1986年10月11日—）是一位美國足球運動員。在場上的位置是後衛。他現在效力於美國職業足球大聯盟球隊FC達拉斯。他也代表美國國家足球隊參賽，並且參加了2014年世界杯足球賽。